# Elecciones federales de Australia de 1925
Las elecciones federales de Australia de 1925 se celebraron el 14 de noviembre para elegir a todos los miembros de la Cámara de Representantes de Australia y el Senado de Australia, las dos cámaras que conforman el Parlamento de Australia. La Coalición formada por el Partido Nacionalista y el Partido del Campo formó de nuevo gobierno, liderado por Stanley Bruce. 
Stanley Bruce realizó su campaña electoral defendiendo la política de la Australia blanca, siendo uno de los principales puntos de su programa político. Finalmente, Bruce mantuvo y amplió la mayoría conservadora en ambas cámaras del Parlamento australiano.
Estas fueron las primeras elecciones federales en las que se estableció el voto obligatorio. Este hecho se notó en el fuerte aumento de la participación electoral, que pasó del 59,4% de los electores en 1922 hasta el 91,4% de los electores en ese año.